# 臺灣總督府電話交換局
25°02′21″N 121°30′40″E / 25.039153°N 121.51101°E

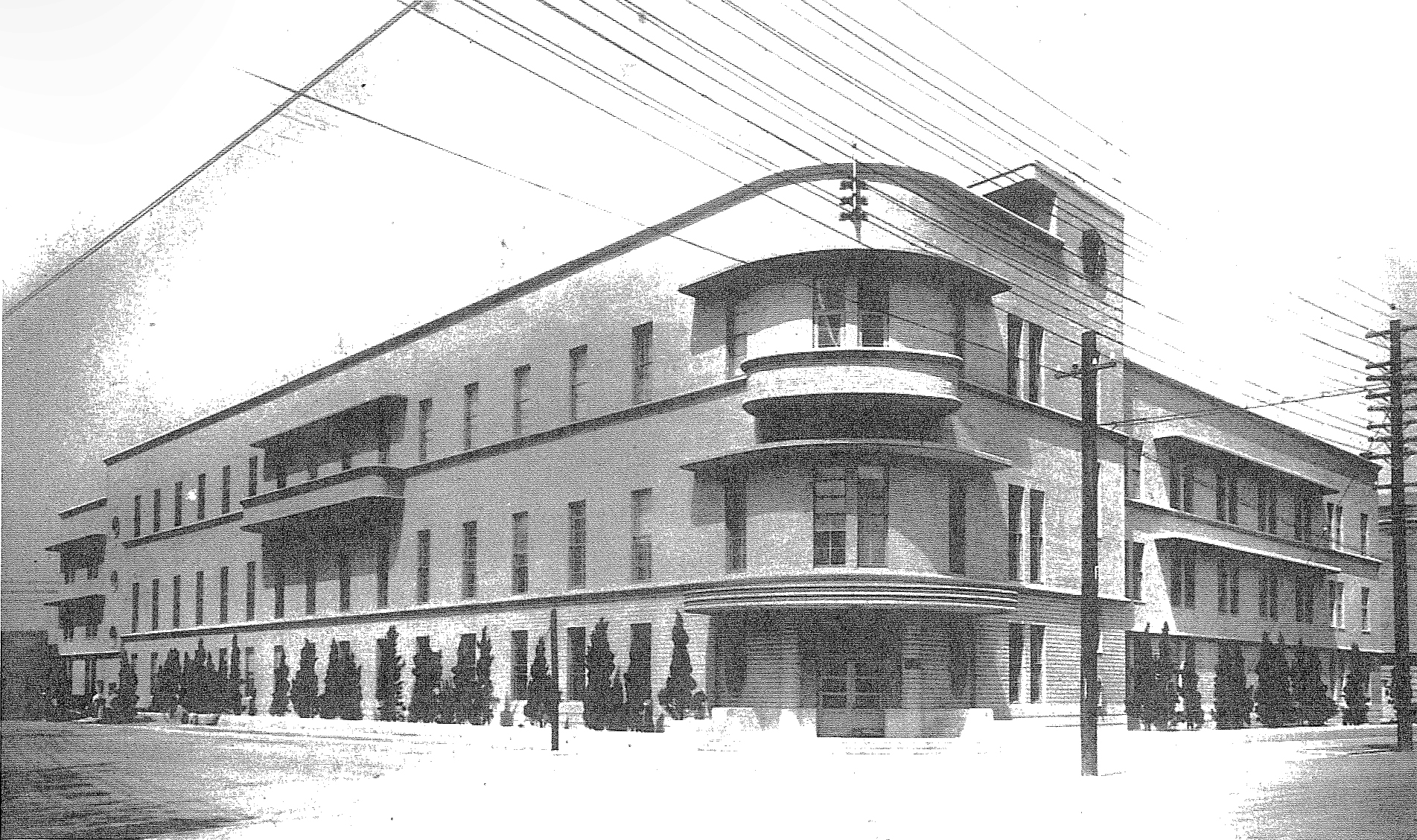
台北電話交換局廳舍

臺灣總督府電話交換局為臺灣臺北市定古蹟，是台灣日治時期負責電信交換的機構。此建築在當時以日籍公司延攬工程為主的時代下，由今大同公司前身協志商號董事長林尚志（又名林煶灶）於1937年承包完工。建築本身為現代主義，在現代建築史上亦十分有價值。1945年中華民國接收台灣後，該建築曾成為交通部電信總局的「臺北電信局」，現為中華電信博愛服務中心。

## 歷史
台灣電話事業始於日治時代，明治30年（1897年），台灣第一次架設電話，供軍隊和政府官員使用。明治33年（1900年）三月，台灣總督府交換局官制發布，台灣電話事業開始。同年四月，制定台灣電話交換規則，同時在台北、基隆、台中、台南設置交換局，並開始電話業務，此為一般公用電話之嚆矢。明治42年（1909年），台北電話交換所竣工。昭和11年（1936年），因業務量大增，在現址興建新的電話交換局。

## 建築特色
在將本建築敷地原有的官舍拆除後，本建築於1936年5月動工，1937年10月完工，為一棟三層樓的鋼筋混凝土造建築，當時位於台北市書院町二丁目2番地。建築設計呈現代主義風格，外觀由多處水平弧線構成。其凸出的陽台和雨遮在戰後被拆除，並在頂樓增建為四層樓的建築。

## 地理位置
該建物的地址為臺北市中正區博愛路168號，在總統府的後方，位處博愛特區之內。